# Xã Washington, Quận Delaware, Ohio
Xã Washington (tiếng Anh: Washington Township) là một xã thuộc quận Delaware, tiểu bang Ohio, Hoa Kỳ. Năm 2010, dân số của xã này là 4.018 người.